# Hans-Emil Schuster
| Asteroidi scoperti: 25 | Asteroidi scoperti: 25 | Asteroidi scoperti: 25 |
| ---------------------- | ---------------------- | ---------------------- |
| 2105 Gudy              | 29 febbraio 1976       |                        |
| 2234 Schmadel          | 27 aprile 1977         |                        |
| 2275 Cuitlahuac        | 16 giugno 1979         |                        |
| 2329 Orthos            | 19 novembre 1976       |                        |
| 2608 Seneca            | 17 febbraio 1978       |                        |
| 3266 Bernardus         | 11 agosto 1978         |                        |
| 3271 Ul                | 14 settembre 1982      |                        |
| 3288 Seleucus          | 28 febbraio 1982       |                        |
| 3398 Stättmayer        | 10 agosto 1978         |                        |
| 3496 Arieso            | 5 settembre 1977       |                        |
| 3908 Nyx               | 6 agosto 1980          |                        |
| 4761 Urrutia           | 27 agosto 1981         |                        |
| 6163 Reimers           | 16 marzo 1977          |                        |
| 6261 Chione            | 30 novembre 1976       |                        |
| 6847 Kunz-Hallstein    | 5 settembre 1977       |                        |
| 7215 Gerhard           | 16 marzo 1977          |                        |
| 10454 Vallenar         | 9 luglio 1978          |                        |
| 10669 Herfordia        | 16 marzo 1977          |                        |
| 11001 Andrewulff       | 16 giugno 1979         |                        |
| 11789 Kempowski        | 5 settembre 1977       |                        |
| 12211 Arnoschmidt      | 28 maggio 1981         |                        |
| 26074 Carlwirtz        | 8 ottobre 1977         |                        |
| 46514 Lasswitz         | 15 maggio 1977         |                        |
| 73640 Biermann         | 5 settembre 1977       |                        |
| 161989 Cacus           | 8 febbraio 1978        |                        |

Hans-Emil Schuster (Amburgo, 19 settembre 1934 – Amburgo, 20 dicembre 2024) è stato un astronomo tedesco.

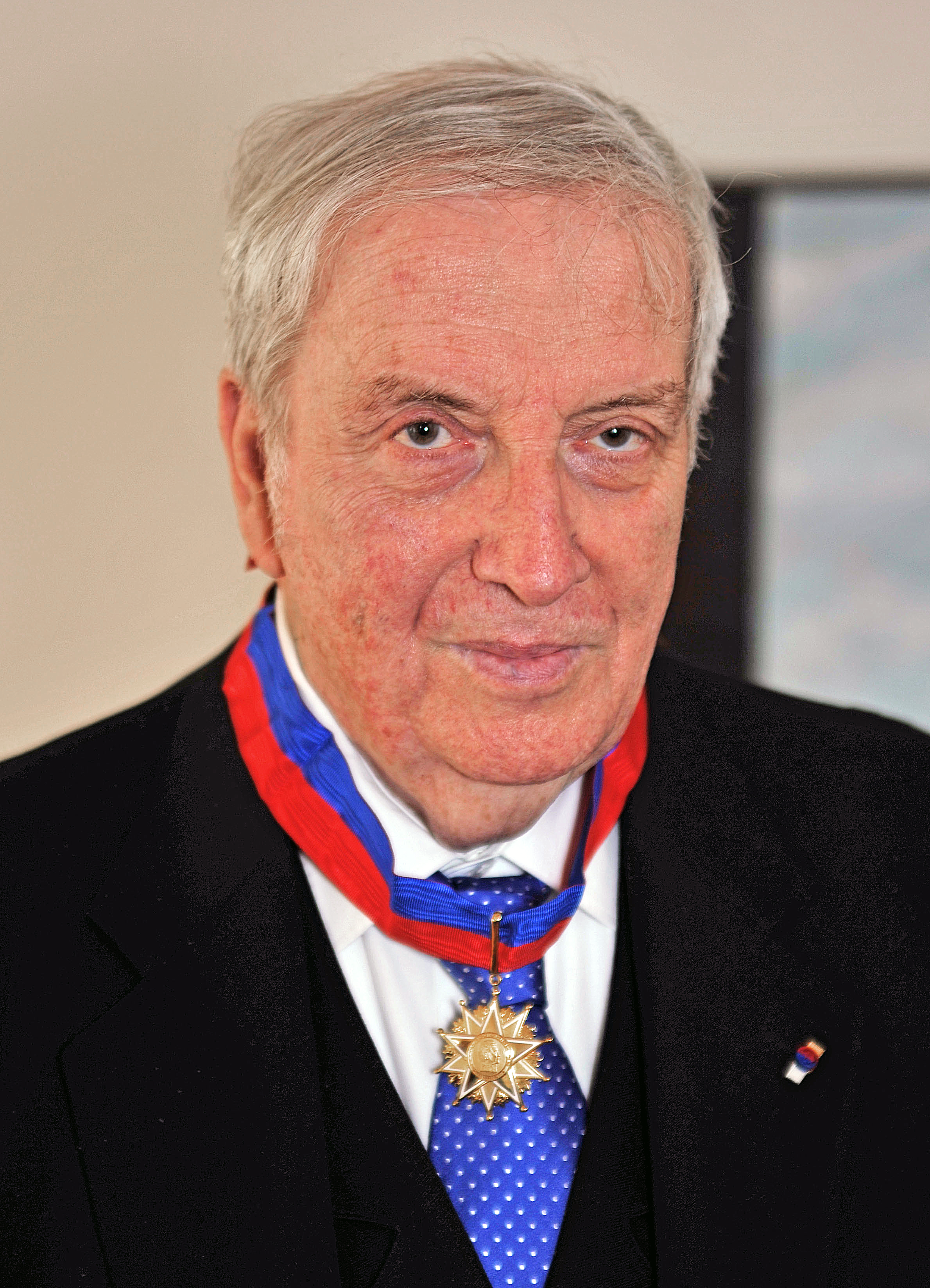
Hans-Emil Schuster.

Ha lavorato presso l'Osservatorio di Amburgo e all'European Southern Observatory (ESO), è stato anche direttore dell'Osservatorio di La Silla.
Nel 1982 si è sposato con Rosemarie Schuster (1935-2006), dal 1991 si è ritirato dall'attività.
L'asteroide 2018 Schuster è stato battezzato in suo onore.

## Attività astronomica
Schuster ha scoperto la cometa periodica 106P/Schuster, e la cometa C/1976 D2, che è stata particolarmente interessante per il suo grande perielio: 6,88 UA.
Ha scoperto anche 25 asteroidi incluso l'asteroide Apollo 2329 Orthos e gli asteroidi Amor 2608 Seneca, 3271 Ul, 3288 Seleucus e 3908 Nyx. Ha scoperto anche l'asteroide near-Earth 1978 CA che era stato perduto e riscoperto nel 2003 e oggi porta il nome 161989 Cacus.
Schuster ha partecipato alla ricerca e alla selezione dei luoghi per l'ubicazione dei due osservatori dell'ESO: l'osservatorio di La Silla e l'Osservatorio del Paranal, quest'ultimo ospita il Very Large Telescope.
Ha anche preso parte a due programmi di ricerca dell'ESO: l'ESO-B survey ("Quick-Blue Survey") terminato nel 1978, che è stata la prima dettagliata ricerca nell'ottico dei cieli nell'emisfero australe; e il Red Sky Survey.
Nel 1976, insieme a Richard M. West, ha scoperto la galassia Nana della Fenice, nello stesso anno ha anche scoperto l'ammasso globulare dell'Eridano, uno dei più distanti ammassi globulari dell'alone galattico. 

Nel 1980 ha scoperto una supernova di tipo II nella galassia NGC 1255.